# Deweyville (Utah)
Deweyville – miasto w Stanach Zjednoczonych, w stanie Utah, w hrabstwie Box Elder.